# Gabriela Vránová
Gabriela Vránová (ur. 27 lipca 1939 w Nowym Mieście nad Wagiem, zm. 16 czerwca 2018) – czeska aktorka i felietonistka.
Urodziła się w rodzinie nauczycieli. Dorastała w Brnie.
Ukończyła studia w Akademii Sztuk Scenicznych im. Leoša Janáčka w Brnie. Następnie dołączyła do teatru w Ostrawie. W późniejszym okresie była związana z teatrem na Vinohradach (Divadlo na Vinohradech). 
Pracowała także w dubbingu. W 2004 roku otrzymała nagrodę Františka Filipovskiego za całokształt dorobku w tej dziedzinie.
Była matką aktora, reżysera i scenarzysty Ondřeja Kepki.